# تيد ديفيس (لاعب كرة قدم أمريكية)
تيد ديفيس (بالإنجليزية: Ted Davis)‏ هو لاعب كرة قدم أمريكية أمريكي، ولد في 27 يوليو 1942 في ممفيس في الولايات المتحدة.

## وصلات خارجية
- تيد ديفيس على موقع مرجع كرة القدم المحترفة.كوم (الإنجليزية)